# 希腊马列主义共产党
希腊马列主义共产党（希腊语：Μαρξιστικό-Λενινιστικό Κομμουνιστικό Κόμμα Ελλάδας, Marxistiko-Leninistiko Kommounistiko Komma Elladas）是希腊的一个共产主义政党。成立于1976年11月，由希腊马列主义者组织少数派组建。该党的意识形态是共产主义、马克思列宁主义、毛主义、反修正主义。该党的政治立场是极左翼。该党出版报纸《人民道路》。
1977年中阿决裂时，该党支持中国。该党代表团于1977年前往北京，与李先念会面。
2012年3月16日，该党与希腊共产党（马列）组成政党联盟人民抵抗－左翼反帝国主义合作。